# 히로시마현 제7구
히로시마현 제7구(広島県 第7区)는 일본의 중의원 선거구이다. 1994년 공직선거법으로 신설되었다.
현재 중의원은 자유민주당 소속의 고바야시 후미아키이다.

## 지역
- 후쿠야마시